# 日德蘭 (新澤西州)
日德蘭（英語：Jutland）是位於美國新澤西州亨特登縣的非建制地區。

## 歷史
日德蘭的郵局於1886年設立，其後於1960年停運。

## 地理
日德蘭所處的海拔為高於海平面100米（即328英呎），而該地所採用的時區為UTC-5，即北美东部时区（EST）。同時該地設有夏令時間，為UTC-5調快一小時，即UTC-4（EDT）。